# Región Chavín
La Región Chavín fue una de las doce regiones peruanas que se crearon mediante la Primera iniciativa de Regionalización, entre los años 1988 y 1992, durante el gobierno del Presidente Alan García Pérez. Fue integrada por las provincias del actual Departamento de Áncash, más la Provincia de Marañón, en el Departamento de Huánuco.